# 1940至1944年车臣叛乱
1940至1944年車臣叛亂是一個在車臣山區反抗蘇聯當局的行動。在1941年6月於哈桑·伊斯拉伊洛夫領導下展開，叛亂在1942年於德軍入侵北高加索時達到高峰，1944年初在驅逐車臣人和印古什人下結束。
然而山區的抵抗一直持續到1947年秋天，最後一名叛軍軍人在1976年被擊斃，卒年70歲。
在反政府武裝叛亂期間，叛軍未曾控制過車臣平原和首府格羅茲尼。

## 叛亂開始
1940年2月，哈桑·伊斯拉伊洛夫和他的兄弟侯賽因在車臣東南部山區建立了1個游擊隊根據地，他們在那裡進行統一游擊運動組織的工作，準備武裝起義對抗蘇聯。1940年2月伊斯拉伊洛夫的叛軍攻取了加拉塔茲、Sayasan、Chaberloi和部分的Shatoysky區。反叛政府在加拉塔茲成立。
伊斯拉伊洛夫形容他為何會進行無數次鬥爭的立場：

“我決定要成為戰爭中的領導者以解放自己的同胞。我太清楚明白，不僅在車臣-印古什，而且在所有高加索的共和國在紅色帝國主義的沉重枷鎖下將很難贏得自由。但是，我們熱切的正義和信念在高加索地區對和整個世界熱愛自由的人民支持下將激勵著我朝著這個目標，在你的眼睛下這可能是無禮和毫無意義的，但在我的信念下，是歷史上唯一正確的一步。英勇的芬蘭人現在證明大恩斯拉佛帝國面對一個細小而愛好自由的人是無能為力。在高加索你會找到第二個芬蘭，在我們之後其他被壓迫人民將會跟隨我們。”

“現在20年來，蘇聯當局一直打壓我的同胞，目的是小股地消滅他們：首先是“富農”，然後是毛拉和'土匪'，跟著是資產階級民族主義者。我現在相信這場戰爭的真正目的是消滅我們的整個國家。這就是為什麼我決定擔任我國人民的領導人進行爭取解放的鬥爭。”

德國在1941年6月入侵蘇聯之後，兄弟倆人在1941年夏天召開41個不同的會議，以“車臣-印古什臨時國家人民革命軍的名義”招募當地的支持者，並在那年盛夏結束時，他們有超過5,000名武裝分子和至少25,000名同情者，分為5個軍區包括格羅茲尼、古傑爾梅斯和馬爾戈別克。
在某些地區高達80%的男性參與了叛亂。據了解，前蘇聯使用轟炸機攻擊叛亂分子，對平民造成大量的損失。
哈桑曾計劃於1942年1月10日展開起義，但德軍前進受阻，再加上與分佈在整個地區的數百名游擊隊員缺乏溝通，中止了他的計劃。蘇聯反游擊部隊的行動，也因山區的地形受阻 - 在1942年春天蘇聯曾2次轟炸懷疑車臣游擊隊藏身之山，但山區的游擊隊逃脫了持續的攻擊，幾乎毫髮無損。
到1942年1月28日，哈桑已決定擴展車臣和印古什的起義至11個在高加索主要民族，成立了高加索兄弟特別黨（OKPB），其目的是進行的武裝鬥爭與對抗布爾什維克的野蠻和俄羅斯的專制。哈桑還發佈了游擊隊戰鬥人員之間的代碼以維持秩序和紀律，其中指出：

- “為我們本土兄弟的血向殘酷的敵人報仇，他們是高加索最好的兒子；”
- “無情地消滅內務人民委員部的秘密特工人員、代理人及其他線人；”
- “明確禁止[游擊隊]於沒有可靠的安全警衛下在家中或村莊過夜。”

在1942年2月邁爾別克·謝里波夫在於Khimokhk的沙托伊起義，並試圖採取Itum-Kale。他們團結依靠預計到達的德意志國防軍的伊斯拉伊洛夫軍隊。鄰近的達吉斯坦叛亂分子還攻佔Novolakskaya的居民區和德雷姆。
起義引起許多紅軍中的車臣和印古什士兵開小差。有消息稱，總數達到62,750名士兵開小差進入山區，進入山區者的數目超過了紅軍在山區的士兵。

## 德國的支援
德國反間諜機關的“北高加索武裝黨衛軍沙米爾特遣隊”在車臣幾個地點降落，協調對蘇聯部隊的進攻。1942年9月25日，德軍傘兵在Dachu-Borzoi和Duba-Yurt降落，並攻取了格羅茲尼煉油廠，以防止紅軍撤退時將其破壞。然後，他們與叛亂分子會合，試圖在德國第1裝甲軍團抵達前攻佔該煉油廠。但是，德軍的進攻受阻，所以破壞份子被迫撤退。
德國努力協調與哈桑的合作，但哈桑拒絕把革命運動控制權交給德國人，他一直堅持德國必須承認車臣的獨立，使許多德國人認為哈桑·伊斯拉伊洛夫是不可靠的，他的計劃是不現實的。雖然德國人能夠支援在車臣的秘密行動－例如破壞格羅茲尼油田，但實際上車臣與德國人結盟非常可疑，通常被斥為假的。他們的確有同德國人接觸。然而，車臣和納粹（自決與帝國主義）之間有深刻的思想分歧，彼此都不信任對方；猶太族對車臣有一定的影響力（首先根據希特勒理論他們不是“雅利安人”）；德國向哥薩克求婚並未取悅於所有的車臣人（他們的傳統敵人，與他們仍然有許多土地糾紛及其他衝突）；和哈桑·伊斯拉伊洛夫對希特勒必定有強烈的厭惡。邁爾別克·謝里波夫給了東方國外軍情部1次當頭棒喝：“如果高加索地區的解放只意味著殖民者之間的交替，高加索人會認為這只是[理論上是車臣和其他高加索人對德國的鬥爭]民族解放戰爭中一個新的階段。” 

## 驅逐
到1943年春天，當德军開始於東部戰線，被蘇軍的天王星行动和小土星行動所反擊之后而大规模败退時，山區的游擊隊看到他們的命運正在改變，因此許多前叛軍叛逃以換取蘇聯的赦免。1943年12月6日，德國在車臣的干預因蘇聯間諜的滲透和其餘在車臣德國特工被捕而結束。
德军從高加索战役失败撤退後，近500,000名車臣和印古什人被強行重新安置到哈薩克斯坦集中營，在被驅逐出境的人中造成大批死亡者。在這次行動中車臣的抵抗並不強烈。在山區，發生了某些戰爭罪行如哈薩克屠殺。
然而，一些反叛團體繼續留在山上抵抗。叛亂集團亦在哈薩克斯坦成立。

## 外部連結
- （俄文） Chechenpress article on the uprising